# Meteniv, Zboriv
Meteniv (în ucraineană Метенів) este un sat în comuna Kabarivți din raionul Zboriv, regiunea Ternopil, Ucraina.

## Demografie
Componența lingvistică a localității Meteniv
     Ucraineană (98,32%)
     Rusă (1,68%)
Conform recensământului din 2001, majoritatea populației localității Meteniv era vorbitoare de ucraineană (98,32%), existând în minoritate și vorbitori de rusă (1,68%).